# Le Cateau-Cambrésis

Le Cateau-Cambrésis este o comună în departamentul Nord, Franța. În 1 ianuarie 2022 avea o populație de 6.846 de locuitori.